# Štrigova
Štrigova è un comune della Croazia di 3 221 abitanti della Regione del Međimurje.